# Campeonato regional de fútbol de Santo Antão Sur 2015-16
El campeonato regional de Santo Antão Sur 2015-16 es el campeonato que se juega en la isla de Santo Antão en el municipio de Porto Novo. Empezó el 9 de enero de 2016 y terminó el 23 de abril de 2016. El torneo lo organiza la federación de fútbol de Santo Antão Sur. El campeón se clasifica para el campeonato caboverdiano de fútbol 2016.
Académica do Porto Novo es el equipo defensor del título. Todos los partidos se juegan en el estadio municipal de Porto Novo. A diferencia de la temporada anterior el Sanjoanense no participará en el campeonato, y el Fiorentina vuelve a la competición.

## Equipos participantes
- Académica do Porto Novo
- GDRC Fiorentina do Porto Novo
- Inter FC
- Lajedos FC
- CS Marítimo
- Sporting Clube do Porto Novo
- Tarrafal FC de Monte Trigo

## Tabla de posiciones
Actualizado a 23 de abril de 2016
|   | Equipo                        | PJ | PG | PE | PP | GF | GC | DG  | PTS |
| - | ----------------------------- | -- | -- | -- | -- | -- | -- | --- | --- |
| 1 | Académica do Porto Novo (C)   | 12 | 11 | 0  | 1  | 60 | 6  | +54 | 33  |
| 2 | CS Marítimo                   | 12 | 11 | 0  | 1  | 34 | 4  | +30 | 33  |
| 3 | Lajedos FC                    | 12 | 5  | 1  | 6  | 21 | 17 | +4  | 16  |
| 4 | Tarrafal FC de Monte Trigo    | 12 | 4  | 3  | 5  | 14 | 26 | -12 | 15  |
| 5 | GDRC Fiorentina do Porto Novo | 12 | 4  | 2  | 5  | 18 | 34 | -16 | 14  |
| 6 | Inter FC                      | 12 | 2  | 2  | 8  | 11 | 33 | -22 | 8   |
| 7 | Sporting Clube do Porto Novo  | 12 | 1  | 0  | 11 | 8  | 46 | -38 | 3   |

|  | Clasificado para el campeonato caboverdiano de fútbol 2016. |

## Resultados
| Lajedos              | 5 - 0 | Fiorentina           | 9 de enero  |
| Tarrafal Monte Trigo | 2 - 2 | Inter                | 9 de enero  |
| Sporting Porto Novo  | 0 - 8 | Académica Porto Novo | 10 de enero |

| Inter                | 0 - 2 | Lajedos              |            | 12 de enero |       |
| Marítimo             | 2 - 0 | Sporting Porto Novo  |            | 13 de enero |       |
| Académica Porto Novo | 6 - 1 | Tarrafal Monte Trigo | Porto Novo | 13 de enero | 16:00 |

| Fiorentina           | 4 - 1 | Inter                |            | 16 de enero |       |
| Lajedos              | 0 - 2 | Académica Porto Novo | Porto Novo | 16 de enero | 16:00 |
| Tarrafal Monte Trigo | 0 - 1 | Marítimo             |            | 17 de enero |       |

| Académica Porto Novo | 3 - 1 | Fiorentina           | Porto Novo | 19 de enero | 16:30 |
| Sporting Porto Novo  | 1 - 2 | Tarrafal Monte Trigo |            | 20 de enero |       |
| Marítimo             | 1 - 0 | Lajedos              |            | 20 de enero |       |

| Inter      | 0 - 5 | Académica Porto Novo | Porto Novo | 23 de enero | 14:00 |
| Fiorentina | 1 - 5 | Marítimo             |            | 23 de enero |       |
| Lajedos    | 5 - 1 | Sporting Porto Novo  |            | 24 de enero |       |

| Tarrafal Monte Trigo | 1 - 1 | Lajedos    | 30 de enero |
| Sporting Porto Novo  | 0 - 2 | Fiorentina | 30 de enero |
| Marítimo             | 6 - 0 | Inter      | 31 de enero |

| Académica Porto Novo | 2 - 1 | Marítimo             | Porto Novo | 13 de febrero | 16:00 |
| Inter                | 2 - 1 | Sporting Porto Novo  |            | 13 de febrero |       |
| Fiorentina           | 2 - 2 | Tarrafal Monte Trigo |            | 14 de febrero |       |

| Sporting Porto Novo | 0 - 4  | Marítimo             | 27 de febrero |
| Fiorentina          | 0 - 10 | Académica Porto Novo | 27 de febrero |
| Lajedos             | 3 - 1  | Inter                | 28 de febrero |

| Lajedos              | 0 - 2 | Tarrafal Monte Trigo | 12 de marzo |
| Académica Porto Novo | 3 - 0 | Inter                | 12 de marzo |
| Fiorentina           | 3 - 0 | Sporting Porto Novo  | 13 de marzo |

| Sporting Porto Novo  | 3 - 1 | Inter                | 5 de marzo  |
| Marítimo             | 5 - 0 | Fiorentina           | 19 de marzo |
| Tarrafal Monte Trigo | 1 - 6 | Académica Porto Novo | 19 de marzo |

| Marítimo | 3 - 0 | Tarrafal Monte Trigo | 5 de marzo  |
| Lajedos  | 4 - 1 | Sporting Porto Novo  | 29 de marzo |
| Inter    | 1 - 1 | Fiorentina           | 30 de marzo |

| Tarrafal Monte Trigo | 2 - 1 | Sporting Porto Novo | 9 de abril  |
| Inter                | 0 - 3 | Marítimo            | 9 de abril  |
| Académica Porto Novo | 3 - 0 | Lajedos             | 10 de abril |

| Académica Porto Novo | 11 - 0 | Sporting Porto Novo | 16 de abril |
| Lajedos              | 0 - 1  | Marítimo            | 16 de abril |
| Tarrafal Monte Trigo | 1 - 0  | Fiorentina          | 17 de abril |

| Inter      | 3 - 0 | Tarrafal Monte Trigo | Porto Novo | 22 de abril | 16:30 |
| Fiorentina | 4 - 1 | Lajedos              | Porto Novo | 23 de abril |       |
| Marítimo   | 2 - 1 | Académica Porto Novo | Porto Novo | 23 de abril | 16:00 |

### Evolución de las posiciones
| Equipo / Jornada     | 01 | 02 | 03 | 04 | 05 | 06 | 07 | 08 | 09 | 10 | 11 | 12 | 13 | 14 |
| -------------------- | -- | -- | -- | -- | -- | -- | -- | -- | -- | -- | -- | -- | -- | -- |
| Académica P.N.       | 1  | 1  | 1  | 1  | 1  | 1  | 1  | 1  | 1  | 1  | 1  | 1  | 1  | 1  |
| Fiorentina P.N.      | 6  | 6  | 4  | 5  | 5  | 4  | 4  | 4  | 4  | 4  | 4  | 5  | 5  | 5  |
| Inter                | 3  | 4  | 5  | 6  | 6  | 6  | 6  | 6  | 6  | 6  | 6  | 6  | 6  | 5  |
| Lajedos              | 2  | 2  | 2  | 3  | 3  | 3  | 3  | 3  | 3  | 3  | 3  | 3  | 3  | 3  |
| Marítimo             | 5  | 3  | 3  | 2  | 2  | 2  | 2  | 2  | 2  | 2  | 2  | 2  | 2  | 3  |
| Sporting P.N.        | 7  | 7  | 7  | 7  | 7  | 7  | 7  | 7  | 7  | 7  | 7  | 7  | 7  | 7  |
| Tarrafal Monte Trigo | 4  | 5  | 6  | 4  | 4  | 5  | 5  | 5  | 5  | 5  | 5  | 4  | 4  | 4  |

| Campeón Académica do Porto Novo 10º título |

## Estadísticas
- Mayor goleada: Académica Porto Novo 11 - 0 Sporting Porto Novo (16 de abril)
- Partido con más goles: Académica Porto Novo 11 - 0 Sporting Porto Novo (16 de abril)
- Mejor racha ganadora: Académica; 11 jornadas (jornada 1 a 13, incluye jornada de descanso)
- Mejor racha invicta: Académica; 11 jornadas (jornada 1 a 13, incluye jornada de descanso)
- Mejor racha marcando: Académica y Marítimo; 11 jornadas (jornada 1 a 13, incluye jornadas de descanso)
- Mejores racha imbatida: Marítimo; 5 jornadas (jornada 8 a 13 incluyendo jornada de descanso)